# Monobromsilan
Monobromsilan ist eine chemische Verbindung aus der Gruppe der Silane.

## Gewinnung und Darstellung
Monobromsilan kann durch Reaktion von Monosilan mit Bromwasserstoff gewonnen werden.
{\displaystyle \mathrm {2\ SiH_{4}+3\ HBr\ {\xrightarrow {AlBr_{3},100-200^{o}C}}\ SiH_{3}Br+SiH_{2}Br_{2}+3\ H_{2}} }
Es kann auch durch Reaktion von Phenylsilan mit Bromwasserstoff gewonnen werden.
{\displaystyle \mathrm {C_{6}H_{5}SiH_{3}+HBr\longrightarrow SiH_{3}Br+C_{6}H_{6}} }

## Eigenschaften
Monobromsilan ist ein farbloses Gas, das sich an Luft spontan entzünden kann aber im reinen Zustand thermisch stabil ist. Im festen Zustand besitzt eine orthorhombische Kristallstruktur mit der Raumgruppe Cmc21 (Raumgruppen-Nr. 36).